# جاسم جادری
جاسم جادری (۱ فروردین ۱۳۳۶ – ۲۰ اسفند ۱۳۹۹) سیاستمدار و مدیر اجرایی ایرانی است که در دولت یازدهم، در فاصله سال‌های ۱۳۹۲ تا ۱۳۹۶ استاندار هرمزگان بود و پیش از آن هم در ادوار سوم، چهارم و پنجم مجلس شورای اسلامی، به‌عنوان نماینده دشت آزادگان و هویزه در مجلس حضور داشت.

## زندگی‌نامه

### اوایل زندگی
جاسم جادری، تحصیلات ابتدایی را در مدرسه مشروطه و سپس در مدرسه ابتدایی ۶ بهمن و دوران متوسطه را در دبیرستان فردوسی گذراند و پس از مدرک دیپلم مقدماتی و قبولی در آزمون دانش‌سرای مقدماتی، در مرکز تربیت معلم مسجدسلیمان به تحصیل ادامه داد. وی در سال ۱۳۵۴ به عنوان معلم در مدرسه ابتدایی آلبوعفری شمالی و سپس در روستای بردیه مشغول کار شد.
جادری در سال ۱۳۵۵ به خدمت سربازی در سپاه دانش دوره ۲۹ هنگ سپاهیان اعزام شد، در هنگ سپاهیان انقلاب گرگان، به مدت ۱۸ ماه در روستای میرابه بخش مرکزی شهرستان گیلانغرب معلمِ کلاس پنجم بود، که ۲ ماه آخر خدمت به دلیل وقوع انقلاب و شرکت در راهپیمایی‌ها، مورد تعقیب ساواک قرار گرفت و مجبور به ترک بخش مرکزی شهرستان گیلانغرب بدون گرفتن تسویه حساب و گرفتن کارت پایان خدمت شد.
در سال ۱۳۵۷ در کمیته کمک‌رسانی به مردم سوسنگرد فعالیت کرد و بعد در آزمون ورودی رشته الهیات و معارف اسلامی در دانشگاه شهید چمران اهواز قبول شد. در سال ۱۳۵۷ به دلیل اعتراضات، امکان تحصیل برای وی فراهم نشد و در سال ۱۳۵۸ با اشتغال به تحصیل، معلم ابتدایی در روستای جلالیه به کار مشغول شد.

### جنگ ایران و عراق
پس از شروع جنگ ایران و عراق، با گذراندن آموزش‌های رزمی در ستاد شیخ عبدالهادی کرمی در اهواز و جنگل‌های اطراف اهواز (زرگان) به جبهه رفت. با اشغال شهرهای بستان و سوسنگرد و هویزه و مهاجرت کلیه مردم دشت آزادگان، او نیز به همراه خانواده در شهرک نفت سفید نجاریان هفتکل رفت.
او ضمن فعالیت در بنیاد مهاجرین جنگ، مسئول واحد فرهنگی شهرک و دبیر بینش اسلامی در مدرسه راهنمایی شهرک نیز فعالیت کرد و در ۱ خرداد ۱۳۶۱، مسئول واحد فرهنگی جهاد و عضو ستاد استقبال بازگشت مردم سوسنگرد، وظیفه اجرای مراسم را برعهده گرفت. مدت تحصیل جادری در مقطع لیسانس، به دلیل حضور در جهاد سازندگی و جنگ، ۸ سال طول کشید و دانشجوی رتبه سوم دانشکده معرفی شد.

### جهاد سازندگی
جادری در سال ۱۳۶۳ عضو شورای مرکزی جهاد سازندگی دشت آزادگان (مسئول روابط عمومی و امور جنگ) شد و در اواخر سال ۱۳۶۵ مسئول روابط‌عمومی گردان بدر جهاد سازندگی خوزستان منصوب شد و بعد از ۳ ماه، مسئول ستاد تیپ مهندسی جنگ جهادسازندگی خوزستان شد.
وی در سال ۱۳۶۶ جانشین رئیس ستاد مهندسی قرارگاه خاتم‌الانبیا شد، اما به دلیل کاندیداتوری نمایندگی مجلس، استعفا داد.

### نمایندگی مجلس
جادری، نمایندهٔ مجلس از حوزه انتخابیهٔ دشت آزادگان از استان خوزستان در دوره سوم، چهارم و دوره پنجم مجلس شورای اسلامی بود.
وی در دوره سوم به عنوان مخبر کمیسیون و نائب رئیس کمیسیون نهادهای انقلاب و در
دوره چهارم، عضو کمیسیون نیرو، مخابرات و انرژی اتمی و در دوره پنجم نیز نائب رئیس کمیسیون نیرو و مخابرات و عضو کمیسیون تلفیق بودجه (کمیسیون تخصصی تنظیم بودجه کشور) در مجلس شورای اسلامی بود.
وی علاوه بر آن، عضو جلسه حزب‌الله کمیته ایثارگران مجلس، کمیته ورزش و رئیس گروه دوستی ایران و اردن بود.

### استانداری هرمزگان
وی در ۲۹ آبان ۱۳۹۲ با رأی هیئت دولت هفدهمین استاندار هرمزگان (سیزدهمین پس از انقلاب) شد. پیش از وی، گرجی، بازرگان، عظیمی، کهزادی، ترکان، تاجیک، خرم، سیدزاده، زائری، معین، مقتدایی، درازگیسو، شیخ الاسلامی، صاحب‌محمدی، هاشمی تختی و عزیزی مسئولیت استانداری هرمزگان را برعهده داشتند.

### پست‌های دیگر
جادری، بعد از پایان دوره پنجم مجلس، ابتدا به عنوان مشاور وزرای معادن و فلزات و نیرو و نیز سپس به عنوان مدیرکل مجلس و مسئولیت معاونت امور مجلس و پشتیبانی وزارت نیرو شد.
وی در این مدت عضو هیئت مدیره و معاون بازرگانی شرکت ملی صنایع مس ایران و عضو هیئت مدیره شرکت آلومینیوم ایران و مشاور مدیر عامل شرکت ملی پالایش و پخش فراورده‌های نفتی ایران، مشاور رئیس سازمان توسعه معادن ایران و مشاور مدیر عامل سازمان آب و برق خوزستان بود.
جاسم جادری در انتخابات ریاست‌جمهوری ایران (۱۳۹۲) مسئولیت ستادهای انتخاباتی حسن روحانی در استان خوزستان را بر عهده داشت.

## درگذشت
وی در ۲۰ اسفند ۱۳۹۹ براثر ابتلا به ویروس کرونا درگذشت.